# Karrion Kross
 (juillet 2021).
Pour les articles homonymes, voir Kross et Kesar.
Kevin Kesar (né le 19 juillet 1985 à New York) est un catcheur américain. Il travaille actuellement à la World Wrestling Entertainment, dans la division Raw, sous le nom de Karrion Kross.
Plus connu sous le nom de ring Killer Kross qu'il utilisa sur le circuit indépendant ainsi que dans les fédérations Impact Wrestling, Lucha Libre AAA Worldwide et Major League Wrestling. Il travailla également avec la Lucha Underground sous le nom White Rabbit.
En 2020, il signa avec la WWE et remporta au bout de cinq mois seulement le championnat de la NXT.

## Carrière

### Débuts (2014-2015)
Il commence sa carrière de catcheur en 2014 et se fait entraîner par Glenn Gilberti.

### Global Force Wrestling (2015)
Le 24 juillet 2015, il fait ses débuts à la GFW pour les enregistrements de GFW Amped en perdant contre Bobby Roode lors des quarts de finale du tournoi déterminant le champion Global GFW. Le 21 août, Kross perd contre Joey Ryan. Le 23 octobre, il perd un match déterminant le premier aspirant au GFW Global Championship au profit de Kongo Kong, impliquant également Brian Myers.

### Lucha Underground (2015-2018)
De 2015 à 2018, il enchaine les dark matchs. 
Le 11 juillet 2018, il fait ses débuts à la Lucha Underground sous le nom de The White Rabbit au sein du clan de Paul London : The Rabbit Tribe.

### Lucha Libre AAA Worldwide (2017-2019)
Le 19 mars 2017 lors de Rey de Reyes 2017, il fait ses débuts en aidant Johnny Mundo à remporter les AAA Mega Championship et AAA World Cruiserweight Championship et à conserver son AAA Latin American Championship contre El Texano Jr. et El Hijo del Fantasma. Il fait ses débuts dans le ring en équipe avec Johnny Mundo & Taya battant Argenis, Ayako Hamada et El Hijo del Fantasma lors d'un match sans disqualification. Le 4 juin lors de Verano de Escándalo, il affronte El Texano Jr. et El Hijo del Fantasma lors d'un triple threat steel cage match, cependant le match se termine en match nul après que ses deux adversaires sont sortis de la cage en même temps. 
Le 20 avril 2018, Kross fait son retour, formant avec Juventud Guerrera et Teddy Hart un nouveau clan nommé MAD en attaquant Dr. Wagner Jr. T. Hernandez. Lors de Triplemania XXVII, Kross, Texano Jr. et Taurus perdent face à Cain Velasquez, Cody Rhodes et Psycho Clown.
Lors de Guerra De Titanes 2019, avec Los Mercenarios (Taurus et El Texano Jr.) et Chessman, ils battent Puma King, Murder Clown, Pagano et Willie Mack dans un Eight Man Tag Team TLC Match et à la fin de la soirée, il rejoint le clan La Facción Ingobernable de Rush,.
Il quitte la AAA fin 2019.

### Impact Wrestling (2019-2020)

#### Débuts et alliance avec Austin Aries (2018)
Lors de l'épisode d'Impact du 14 juin 2018, il fait ses débuts déguisé en officier de police venu arrêter Petey Williams, suspecté d'être le mystérieux assaillant qui attaqua les lutteurs et employés d'Impact pendant plusieurs semaines. Cependant, il se met à étrangler Williams qui était menotté, se révélant être le mystérieux assaillant. Il fait ses débuts à Impact lors de l'épisode du 5 juillet en battant Fallah Bahh. Le 19 juillet à Impact, il bat Petey Williams à la suite d'un arrêt de l'arbitre ; après le match, il continue de l'attaquer.
Le 9 août à Impact, il attaque Eddie Edwards au cours d'un match de championnat face à Austin Aries empêchant Edwards de remporter le championnat mondial de Impact,. Lors de l'épisode du 16 août, il s'allie au champion du monde de Impact, Austin Aries, avec qui il attaque Eddie Edwards.  Le 30 août à Impact, lui et Aries doivent affronter Eddie Edwards et Moose mais ils affrontent finalement Edwards lors d'un match handicap qu'ils remportent à la suite d'un heel turn de Moose sur Edwards. Après le match Moose, Aries et Kross attaquent Edwards avec une chaise. Lors de Bound for Glory (2018), lui et Moose perdent face à Eddie Edwards et Tommy Dreamer. Le même soir, Aries est défait de son championnat du monde d'Impact et quitte Impact mettant fin à l'alliance avec Kross.

#### Rivalités avec Johnny Impact et Eddie Edwards (2019)
Après la fin de son alliance avec Aries, il tente de s'associer au nouveau champion du monde d'Impact, Johnny Impact, lui disant qu'il a besoin de lui pour faire durer son règne, ce que Johnny refusa. Lors de Homecoming, il attaque Johnny Impact et sa femme Taya Valkyrie. Le 25 janvier à Impact, il défie Johnny pour son titre, cependant, le match se termine en double disqualification. Lors de Impact Wrestling Uncaged, il perd contre Johnny Impact dans un Four Way Match qui comprenaient également Brian Cage et Moose et ne remporte pas l'Impact World Championship,.
Il entre ensuite en rivalité avec Eddie Edwards après avoir détruit le kendo stick de ce dernier. Le 14 juin à Impact, il bat le Sandman. Lors de Slammiversary, il perd contre Edwards lors d'un first blood match.
En décembre 2019, Kross fut libéré de son contrat avec Impact.

### Major League Wrestling (2020)
Killer Kross fait une apparition à la MLW le 1er février 2020 lors de Fightland en battant Tom Lawlor par disqualification avant de remporter un match par équipe avec les Von Erich et Davey Boy Smith Jr. face à Dominic Garrini, Erick Stevens, Kit Osbourne & Tom Lawlor.

### World Wrestling Entertainment (2020-2021)

#### Débuts àNXT, alliance avec Scarlett Bordeaux et double champion de laNXT(2020-2021)
Le 4 février 2020, Timothy Thatcher et lui signent officiellement avec la World Wrestling Entertainment.
Le 15 avril à NXT, il fait ses débuts dans la brand jaune, en tant que Heel, en attaquant Tommaso Ciampa. Le 6 mai à NXT, il dispute son premier match, accompagné de sa fiancée Scarlett Bordeaux avec qui il s'allie, en battant Leon Ruff. Le 7 juin à NXT TakeOver: In Your House, il bat Tommaso Ciampa par soumission.
Le 22 août à NXT TakeOver: XXX, il devient le nouveau champion de la NXT en battant Keith Lee, remportant le titre pour la première fois de sa carrière. 4 soirs plus tard à NXT, à la suite de sa blessure à l'épaule, survenue lors de son précédent combat, il est contraint d'abandonner le titre de la NXT et doit s'absenter pendant 3 mois. 
Le 9 décembre à NXT, il fait son retour de blessure, après 3 mois d'absence, en attaquant Damian Priest dans le dos.
Le 8 avril à NXT TakeOver: Stand & Deliver, il redevient champion de la NXT en battant Finn Bálor, remportant le titre pour la seconde fois. Le 13 juin à NXT TakeOver: In Your House, il conserve son titre en battant Adam Cole, Johnny Gargano, Kyle O'Reilly et Pete Dunne dans un Fatal 5-Way Match. 
Le 19 juillet à Raw, il fait ses débuts, dans le show rouge, en perdant face à Jeff Hardy de manière controversée. Le 22 août à NXT TakeOver: 36, il perd face à Samoa Joe, ne conservant pas son titre.

#### Draft àRawet renvoi (2021)
Le 4 octobre à Raw, lors du Draft, il est annoncé être officiellement transféré au show rouge par Sonya Deville. Un mois plus tard, la WWE annonce son renvoi, ainsi que celui de sa fiancée Scarlett Bordeaux, B-Fab, Ember Moon, Eva Marie, Franky Monet, Gran Metalik, Harry Smith, Jeet Rama, Jessi Kamea, Katrina Cortez, Keith Lee, Lince Dorado, Mia Yim, Nia Jax, Oney Lorcan, Trey Baxter et Zeyda Ramier.

### Retour à la Major League Wrestling (2022)
Le 26 février 2022 à SuperFight, il fait son retour à la Major League Wrestling, après 2 ans d'absence, sous le nom de Killer Kross, en battant Budd Heavy via match arrêté par décision de l'arbitre.
Le 23 juin à Battle Riot IV, il bat Matt Cross. Plus tard dans la soirée, il ne remporte pas la 40-Man Battle Riot Match, gagnée par Jacob Fatu.

### New Japan Pro Wrestling (2022)
Le 1er avril 2022 à NJPW STRONG Lonestar Shootout, il fait ses débuts, à la New Japan Pro Wrestling, en perdant face à Minoru Suzuki.

### Retour à la World Wrestling Entertainment (2022-...)
Le 5 août 2022 à SmackDown, Scarlett et lui font leur retour à la World Wrestling Entertainment, 9 mois après avoir été renvoyés. Il attaque Drew McIntyre dans le dos et fait comprendre à Roman Reigns qu’il est le prochain. Le 2 septembre à SmackDown, il dispute son premier match et bat Drew Gulak.
Le 8 octobre à Extreme Rules, il bat Drew McIntyre dans un Strap match. Le 5 novembre à Crown Jewel, il perd le match revanche face à son même adversaire dans un Steel Cage match.
Le 28 janvier 2023 au Royal Rumble, il entre dans son premier Men's Royal Rumble match en 7e position, mais se fait éliminer par le catcheur écossais après 4 minutes de match.
Le 5 août à SummerSlam, il ne remporte pas la Slim Jim SummerSlam 25-Man Battle Royal, gagnée par LA Knight.
Le 5 janvier 2024 à SmackDown, il crée le clan The Final Testament dans lequel Scarlett et lui s'associent officiellement avec les Authors of Pain et Paul Ellering. Leurs deux alliés attaquent Bobby Lashley et les Street Profits.
Le 7 avril à WrestleMania XL, les trois catcheurs perdent face au trio adverse dans un Philadelphia Street Fight match. Le 29 avril à Raw, lors du Draft, le groupe est annoncé être officiellement transféré au show rouge.
Le 28 juin 2025 à Night of Champions, il perd face à Sami Zayn.
Le 2 août à SummerSlam, il reperd face à son même adversaire.

## Vie privée
Il est en couple et fiancé avec la catcheuse Scarlett Bordeaux.

## Palmarès
- Cauliflower Alley Club
  - Rising Star Award (2018)

- Future Stars of Wrestling
  - 1 fois FSW Heavyweight Champion

- Impact Wrestling
  - Impact Year-End Award pour le One to Watch en 2019

- Maverick Pro Wrestling
  - 2 fois MPW Champion

- Modern Vintage Wrestling
  - 1 fois MVW Heavyweight Champion

- Ring Warriors
  - 1 fois Ring Warriors Grand Champion

- Stand Alone Wrestling
  - 1 fois PWAD Champion

- The Wrestling Revolver
  - 1 fois REVOLVER Champion

- World Wrestling Entertainment
  - 2 fois NXT Champion

## Récompenses des magazines
- Pro Wrestling Illustrated

| Année | 2018 | 2019 | 2020 | 2021 | 2022 |
| ----- | ---- | ---- | ---- | ---- | ---- |
| Rang  | 356  | 121  | 96   | 16   | 161  |